# Merochlora fasceolaria
Merochlora fasceolaria är en fjärilsart som beskrevs av Alpheus Spring Packard 1876. Merochlora fasceolaria ingår i släktet Merochlora och familjen mätare. Inga underarter finns listade i Catalogue of Life.